# Villa Adriana

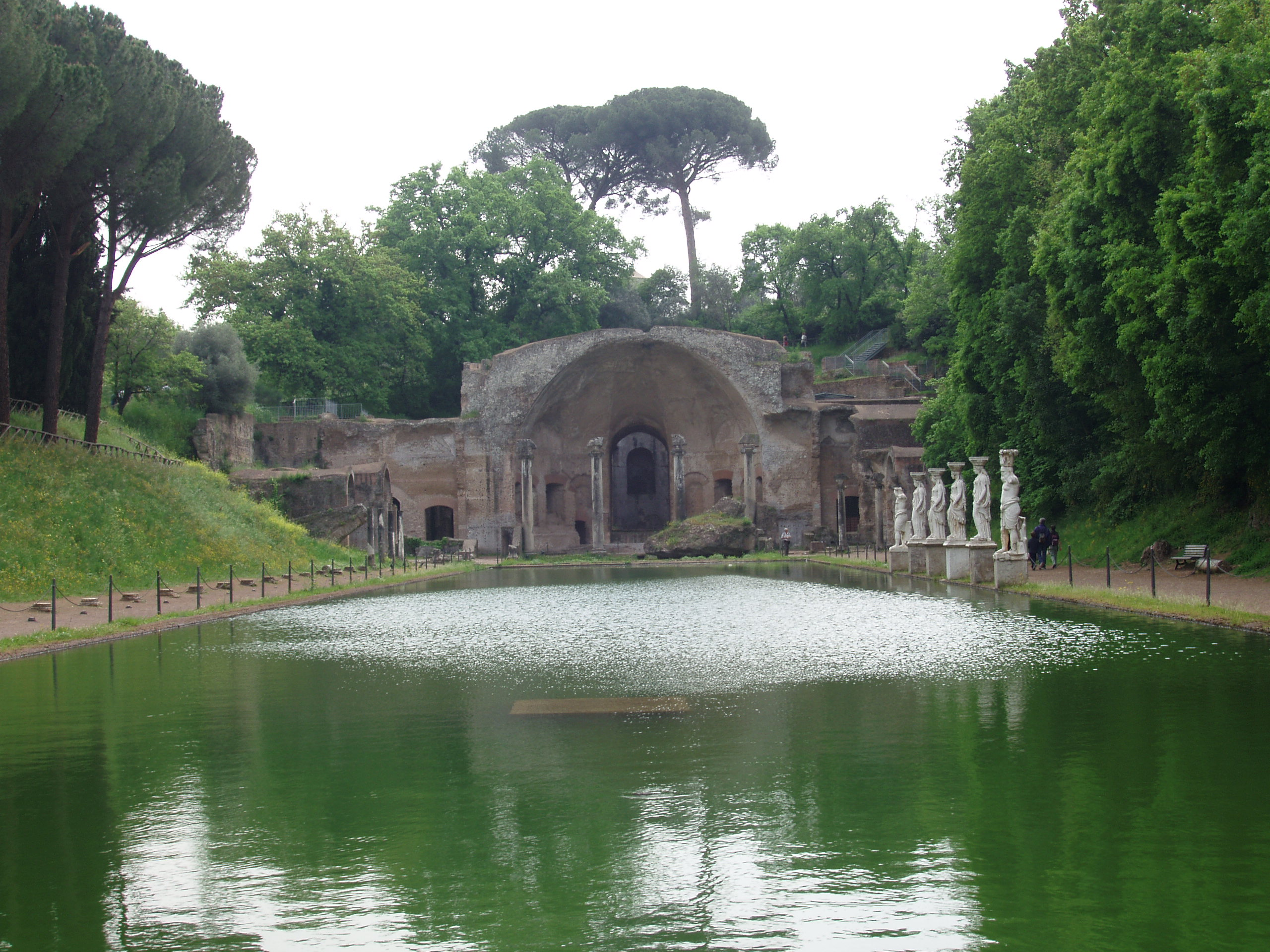
Canopus met Triclinium, toespeling op het kanaal tussen Alexandrië en de tempel- en uitgaansstad Canopus. Op de rechteroever kariatiden.

De Villa Hadriana (in het Italiaans Villa Adriana) is de naam van de uitgestrekte residentie die de Romeinse keizer Hadrianus (76-138) tussen 126 en 134 liet aanleggen vier kilometer ten zuidwesten van het Latijnse stadje Tibur, het huidige Tivoli, op ongeveer 31 km ten oosten van Rome. Het landgoed, met een omtrek van 5 km en een oppervlakte van ongeveer 120 ha, omvatte een keizerlijk paleis, thermen, bibliotheken, theaters, een zwembad, personeelsvertrekken, banketzalen, ondergrondse gangen, altaren, een sportstadion, een kunstgalerie en uitgestrekte tuinen boordevol kunstwerken. Er waren zelfs grotten, dierenverblijven, een wildpark, een vijver, pleinen met fonteinen, watervallen, visbekkens, enzovoorts. Het geldt als een van de rijkste gebouwencomplexen uit de oudheid.
Het Latijnse woord villa had een andere betekenis dan wij er nu aan hechten. Het verwijst eerder naar een buitengoed, een landgoed met herenhuis gelegen buiten stedelijk gebied – zie Romeinse villa.

## Ligging en betekenis
Keizer Hadrianus baseerde zich voor zijn landgoed op de Hellenistische hofcultuur, en ging uit van de Domus Aurea van Nero, maar dan luxueuzer en reusachtig van omvang. De bouwgrond was eigendom van de familie van zijn vrouw Sabina. Het complex werd gebouwd op fundamenten van een republikeinse villa uit het begin van de 1e eeuw voor Christus.
In Tivoli had Hadrianus in tegenstelling tot in de stad ruimte te over, maar ook vooral veel rust. Het complex voegt zich naar het landschap, zonder een centraal uitgangspunt en overheersende richting. Volgens onder meer Rodolfo Lanciani, een expert in de klassiek Romeinse topografie, is het opmerkelijk dat het complex niet gebouwd is op de hogere delen van het landschap, zoals de meeste villa's, want de heuvels bieden meer comfort gedurende zomer en winter. Heel waarschijnlijk wilde Hadrianus zich distantiëren van de andere villa's en moest zijn landgoed ambitieus zijn. Toch was de ligging waarschijnlijk een weldoordachte keuze, omdat er dankzij technische hoogstandjes voordelen waren. Zo was de lagere ligging gunstig voor de aanvoer van water – heel waarschijnlijk de Anio Novus – omdat net voor de bouw van de villa de bron van dit aquaduct was veranderd waardoor er een betere waterkwaliteit was.

Door zijn ligging was de Villa Adriana beschermd tegen de noordenwind, terwijl de zachte westenwind 's zomers verkoeling brengt.
De villa was ook opgewassen tegen de hete zomers dankzij de noordelijke oriëntatie van de zomerbanketzalen, de talrijke koele ondergrondse wandelgangen en het gebruik van simpele basisprincipes van het Venturi-effect om water door leidingen te pompen. Er werd bovendien rekening gehouden met de instraling van de zon door de weldoordachte plaatsing van hoge muren, zodat er schaduw gecreëerd werd langs lange wandelpaden. Ook waren er warme baden die met hout gestookt werden en verwarmde kamers om de winters door te komen.
Het reusachtige complex ligt in een vallei, namelijk tussen de oostelijke en de westelijke flank van de Monti Tiburtini, die deel uitmaken van de Apennijnen. Dit gebied was ten tijde van Hadrianus erg in trek bij de hogere klasse om landhuizen te bouwen. In het sierlijke decor van elegante tuinen treffen we heel wat gebouwen aan in verschillende stijlen, wellicht geïnspireerd op monumenten die de keizer bewonderde tijdens zijn lange reizen door het rijk.
Het is bijna onmogelijk om de betekenis te achterhalen van elk bouwsel, maar waarschijnlijk had Hadrianus een bepaalde cultus op het oog. Sinds de Hellenistische periode was het de gewoonte dat heersers zich vergoddelijkten en zo vergeleek Hadrianus zichzelf als overheerser met de onsterfelijken zoals Jupiter, Hercules en Helios. In verscheidene heiligdommen stond hij als metgezel van de goden in de vorm van een standbeeld. Zulke heilige plaatsen waren rijkelijk aanwezig zoals de Piazza d'Oro, het Teatro Marittimo, een triclinium met drie exedra's – die ook in het Gouden Huis van keizer Nero te vinden waren – de Canopus, en de tempels van Serapis en Jupiter.
Aangezien elk gebouw mogelijk een specifieke rol speelde in de hofcultuur, en we juist deze rol niet weten, is er natuurlijk veel kans dat de huidige benaming niet overeenstemt met de functie ervan. Volgens Louis Bréhier, een Frans historicus en specialist in Byzantijnse studies, werkt dit echter geen historische onbetrouwbaarheid in de hand, omdat in Byzantium gelijksoortige gebouwen zijn aangetroffen die voor dezelfde hofcultuur hadden gediend. Byzantium erfde uit de keizertijd de aanbidding en vergoddelijking van de keizer.
Soortgelijke paleizen met een hofcultus ontstonden ten tijde van de Hellenistische koningen en bereikten een hoogtepunt in Rome tijdens Hadrianus' bewind. Deze hofcultuur beleefde een reveil in Constantinopel rond het jaar 940, maar er ging reeds een lange opmars aan vooraf. Dit is te zien aan de grote verscheidenheid aan bouwwerken ten dienste van de hofcultuur in het paleis van Justinianus, net zoals in de Villa Hadriana. Vandaar de speculatie dat menig bouwwerk daar aan de Hellenistische vergoddelijking was gewijd. MacDonald en Pinto, archeologische experts van de Villa, wagen zich niet aan zo'n wilde speculatie.

## Bouwgeschiedenis
De Villa Hadriana wordt beschouwd als de verwezenlijking van een wensdroom, ontsproten aan de rijke fantasie van deze kunstminnende keizer, die ook betrokken was bij de renovatie van het Pantheon. Na zijn terugkeer uit de oostelijke provincies in 126 begon Hadrianus met de aanleg van deze uitgestrekte residentie. Als groot liefhebber van kunst en architectuur wilde hij bepaalde landschappen en bouwwerken imiteren die hij op zijn verre reizen in het Oosten had bezocht. Vandaar bouwwerken met namen als Lyceum, Academie, Poikile (Athene), Tempe (Thessalië), Canopus en Serapeum (Egypte), imitaties genoemd in de Historia Augusta (hoofdstuk Hadrianus, 26).
Midden op het terrein stond al een villa uit de late 2e/begin 1e eeuw v. Chr. van ongeveer 100 x 165 m, die nu de Villa repubblicana (Villa uit de republikeinse tijd) genoemd wordt. Deze was al enkele malen verbouwd, onder meer ten tijde van Augustus. Hadrianus behield het nymphaeum en een reeks kamers waaronder een atrium langs de hoofdas.
In 134 was de Villa bijna voltooid, maar de rampzalige dood van zijn jonge hartsvriend Antinoüs had de 58-jarige Hadrianus zowat gek van verdriet gemaakt en zijn gezondheid dermate ondermijnd, dat hij weinig genoegen aan zijn droomvilla kon beleven. Hij overleed vier jaar later in Baiae en werd begraven in zijn reusachtige mausoleum aan de Tiber in Rome.

## De onderdelen van het villacomplex

### Canopus
De Canopus, die opgegraven werd rond 1950, verwijst naar het kanaal van Canopus (Egypte) naar Alexandrië, waaraan Hadrianus een aangename tijd had doorgebracht in 130 n.Chr. met zijn geliefde Antinoüs (mogelijk ook in Canopus zelf). Een indrukwekkende rechthoek in de Villa Hadriana was via drie ingangen toegankelijk en had in het midden een lange, uitgerekte vijver van 119 meter bij 18 meter. Rondom de vijver waren er rijkelijk versierde zuilen met arcaden die van motieven voorzien werden. De Canopus leidt naar het heiligdom van Serapis, deels in een heuvel gebouwd. De naam Canopus is afkomstig van het kanaal, dat gelegen was in de Nijldelta en waar aan het uiteinde ervan eveneens een Serapeum was gebouwd. Dit was een trekpleister voor pelgrims om genezing af te dwingen. Aan het begin van de vijver stond er een halfronde porticus. Hier vinden we standbeelden van Mars, Minerva, en Mercurius.
Aan de rechterzijde van de vijver zien we perfecte replica's van de vier kariatiden van de zuidelijke portiek van het Erechtheion in Athene. Ze zijn uiterst links en rechts bijgestaan door twee beelden van Silenus. Het Serapeum is indrukwekkend en werd vermoedelijk ook gebruikt als eetzaal en was gedecoreerd met zeven beelden van Ptah, Isis en Osiris. Het had de vorm van een reusachtige exedra met een iwan als portiek en werd overdekt door een gegoten mortelgewelf.
Lagergelegen was er een kunstmatige grot aangelegd, die in verbinding stond met de Canopus door middel van ondergrondse waterpartijen en concentrische kanaaltjes die omgeven werden door acht nissen. Vanuit de zijkamers was dan de resonantie te horen van het water. Dit nymphaeum bood een gunstige sfeer om er Serapis te aanbidden als de nachtelijke zon en het symbool van de wederopstanding.

### Fonteinplein
De villa had een centraal gelegen plein, het Fonteinplein, vanwaar men zich gemakkelijk kon begeven naar andere delen van de villa. Zo kon men niet alleen het beroemde Teatro Marittimo bereiken, maar ook een hal, suites en keizerlijke residenties met daarachter de vertrekken voor het personeel, een overdekte wandelgang of cryptoporticus, een bibliotheek en een ceremonieruimte.

### Teatro Marittimo
Het Teatro Marittimo, ingeplant ten zuidwesten van het Fonteinplein, spreekt het meest tot de verbeelding vanwege de symboliek en de typische vorm. Het is absoluut op architectonisch vlak het indrukwekkendste project en is sterk verwant met het vogelverblijf van Marcus Terentius Varro Reatinus, gebouwd op zijn buitenverblijf in Casinum (Cassino, Italië).
De ingang was langs een voorportiek met vier zuilen en leidde naar een cirkelvormig hoofdgebouw, grotendeels in openlucht en omsloten door een hoge muur met een diameter van 44,20 meter. Dit is slechts 40 cm kleiner dan de diameter van het Pantheon. Het is concentrisch opgebouwd en te bewandelen langs een overdekte galerij met een breedte van 4 meter en omgeven door 40 Ionische zuilen. Deze colonnade liep langs een vijver die eveneens 4 meter breed was, waardoor de voet van elke zuil net onder water stond. Beweegbare houten bruggetjes zorgden voor de verbinding tussen het overdekte wandelpad en het eilandje in het midden met een doorsnede van 27 meter. Hierop bevonden zich verschillende bouwwerken, waaronder helemaal in het midden een soort baldakijn. Deze had vier hoekpilaren en vier bolvormige zijden – zoals een ingeduwd vierkant – en bestond uit ronde lijnen, cirkels, gebogen gewelven, colonnades en opeenvolgende concentrische ringen.
Rondom de baldakijn bevonden zich een lensvormige exedra en drie suites, die onderling met elkaar in verbinding stonden met kleine kamertjes. De verwarmde badkamer in het noorden was als enige afgezonderd van de rest. De overige suites waren een lounge of een bibliotheek, een eetzaal en nog een badkamer, perfect uitgerust met wasplaatsen en een fontein. Op het eiland waren er 22 gegroefde Ionische zuilen, in tegenstelling tot 40 gladde Ionische zuilen van de overdekte colonnade.
De naam Teatro Marittimo is misleidend te noemen, want het suggereert dat het een theater was. In feite was het gewoon een villa op een eiland. Tot op de dag van vandaag weten we nog steeds niet wat de functie was, maar theorieën bestaan er wel. Volgens sommigen was het een zwembad, anderen beweren dat Hadrianus zichzelf graag terugtrok en zich volledig wilde isoleren van de buitenwereld. Dit is zeer aannemelijk aangezien men de houten bruggen door middel van wielen kon optrekken, en de buitenste concentrische muur 9 meter hoog was. Bovendien waren er in de buitenste muur zes passages, waarvan twee door een opgaande trap en vier door een scherpe bocht in de doorgang, vakkundig verdoezeld werden uit het zicht.
De gedachte dat je op een eiland vertoefde, moest enorm bevorderend geweest zijn om te mediteren en tot rust te komen. Ook sluit men niet uit dat het gebruikt werd als astrologisch centrum met de bijbehorende vergoddelijkingspraktijken van Hadrianus. Dit vermoeden is er niet zomaar, aangezien het Teatro Marittimo gelijkenissen vertoont met het vogelverblijf van auteur Terentius Varro. In zijn Rerum rusticarum, iii, V heeft hij het in het algemeen over de landbouw en bespreekt hij daarbij zijn volière met getailleerde beschrijvingen en het technisch vernuft ervan. Deze beschrijvingen vertonen gelijkenissen met het Teatro Marittimo van Keizer Hadrianus.

#### Vergelijking met volière van Terentius Varro
Het is duidelijk dat er overeenkomsten zijn tussen Varro's vogelverblijf en Hadrianus' Teatro Marittimo. Dit werd ook al in de renaissance door de architect Pirro Ligorio opgemerkt. Hij maakte een reeks etsen en gravures met een reconstructie van het vogelverblijf. Later hebben zich nog anderen gewaagd aan een reconstructie. Toch lijkt het alsof historici geen acht sloegen op Varro's tekst, ook al zou het ons kunnen helpen om de werkelijke functie te kunnen achterhalen.
In de Rerum rusticarum lezen we dat Varro een mechaniek had onder zijn tholos waarmee hij een soort planetarium in beweging kon brengen om het uur af te lezen. Een lange tijd hielden historici vol dat dit onmogelijk was, maar als ontegensprekelijk bewijs vond men Mechanisme van Antikythera, dat in 90 voor Christus op Rhodos vervaardigd werd. Dit is een astronomisch mechanisme met 30 tandwielen van verschillende grootte die zeer gecompliceerd in elkaar grijpen. Met behulp van dit instrument bepaalde men mogelijk de positie van de planeten. Bovendien is er in de tekst sprake van een windvaan. De wind wordt in de oudheid als de aandrijfkracht beschouwd van de sterrenbewegingen, en dus ook als invloedrijk op de horoscopen.
Dit impliceert dat het Teatro Marittimo eveneens een astrologische en kosmologische functie zou kunnen gehad hebben en zo een rol speelde in de keizerlijke vergoddelijking. (Pinto et al. wagen zich echter niet aan zo'n wilde speculatie) Daarbij zou de concentrische vijver de oeroceaan voorstellen, die de aarde omringt of de bewoonde wereld. De koepel symboliseert dan de hemel met ronddraaiende planeten en het concentrische geheel wijst op het antieke beeld van het universum.

### Griekse en Latijnse bibliotheek
Langs een overdekte gang vanuit het Teatro Marittimo had je toegang tot de bibliotheek. Deze had rechthoekige nissen, waardoor men eerst dacht dat ze als stalplaats dienden voor de Zeven Wijzen van Griekenland, maar eigenlijk werden ze met hout afgewerkt om er boekrollen in te bewaren. Bovendien waren de nissen niet diep genoeg om er een beeld te kunnen stallen. Er zijn dus hierdoor verschillende benamingen in omloop voor de bibliotheek, zoals "Tempel van de Stoicijnen", "Huis van de 7 wijzen", "Huis der filosofen" en "Bibliotheek der filosofen".
Het bestond uit twee gebouwen, verbonden door een overdekt wandelpad, en met zicht op een pleintje met fonteinen. Het ene gebouw was een Griekse bibliotheek en het andere een Latijnse. De Griekse bestond uit drie verdiepingen, eentje meer dan de Latijnse. Een trap maakte vanaf de bovenste verdieping de verbinding met het eiland van het Teatro Marittimo. Op de tweede verdieping waren er verbrandingsovens. Hierdoor was er geen doorgang naar de derde etage. Vermoed wordt dat de Griekse bibliotheek ook als winterwoonstee gebruikt werd, aangezien de bovenste verdieping verwarmd werd en bereikbaar was vanaf het eilandje.

### Pecile
Een ander opmerkelijk element van de villa is de Pecile. Dat is een gigantisch zwembad van 105,50 m op 26 meter, en gesitueerd in een prachtige tuin. Kenmerkend voor dit deel van de villa is een muur van 9 meter hoog en 229 meter lang, parallel lopend met de langste zijde van de tuin. Volgens de regels van de Romeinse geneeskunde zouden zeven rondjes rondom de muur ideaal zijn na een maaltijd. Het is zeer waarschijnlijk dat het ook hiervoor ontworpen werd, omdat er een wandelpad langs beide kanten van de muur liep, die overigens overdekt was en een plonsbad nadien allicht verkwikkend zou zijn geweest.
Bovendien, als we de literatuur mogen geloven, was keizer Hadrianus gedreven in zijn conditie, wat voor een ex-militair niet abnormaal is en deed hij bijtijds lichaamsoefeningen. Er was ook een dubbele deur in de muur gewerkt, waar een noord-zuidweg door het gebouwencomplex heen liep.

### Piazza d'Oro
Het Piazza D 'oro is op architecturaal vlak een pareltje en in die tijd nooit eerder gezien. Het is in vogelvlucht 200 meter ten oosten gelegen van het Teatro Marittimo, welke beschouwd wordt als centraal middelpunt van het complex. Het kreeg de naam "Piazza d'Oro" vanwege de pracht en de praal van het marmer dat er gevonden werd tijdens opgravingen in de tweede helft van de 18e eeuw.
De ingang was een portiek met een achthoekig ribgewelf. Eens binnengekomen werd de aandacht onmiddellijk getrokken naar het geluid van kabbelend water en een lang uitgerekte vijver, helemaal te midden van een reusachtig rechthoekig peristilium van 61 meter bij 51 meter. De sierlijke binnentuin werd omringd door een dubbele overdekte colonnade met een marmeren vloer. Te midden van het wandelpad stonden er zuilen, afwisselend met cipollinomarmer – wit met groene tinten – en oosters graniet. De muren waren afgewerkt met stucwerk om marmer te imiteren, en marmeren tegels.
Helemaal op een lijn met de ingang en de vijver is er toegang langs de zuilengalerij tot een tempel met sierlijke bogen en voorzien van een koepel, zoals dat van het Pantheon met een ronde opening in het midden. Vermoedelijk stond er een beeld van Hadrianus op een fontein, net onder de opening van de koepel. Rondom deze tempel bevonden zich verscheidene kamertjes, versierd met marmer en mozaïeken. Zowel de tempel zelf, als de aangrenzende zijkamertjes waren voorzien van waterpartijen om de bronnimfen te vereren. Het nymphaeum met de gebogen waterbron is het meest opmerkelijke zijkamertje te noemen, niet alleen vanwege de aanwezigheid van fonteinen en de afwisseling van gebogen en rechthoekige nissen, maar ook omdat ze de centrale vijver en de fonteinen in de tuin met stromend water voedde.

### Noordelijk en zuidelijk theater
De villa heeft ook zowel een noordelijk als een zuidelijk theater, die ongeveer 1 km
van elkaar verwijderd zijn met een hoogteverschil van 60 meter. Het zuidelijk gelegen, Romeins theater had een bijbehorende hal. De twee gebouwen stonden op 35 meter evenwijdig naast elkaar ingeplant en waren met ondergrondse gangen verbonden. Het rechthoekige gebouw van 29 meter bij 42 meter was door gangen en deuren onderverdeeld in minstens veertien kamers met her en der een paar nissen met beelden. Het had een centrale ruimte met gele marmeren zuilen en hier zouden speciale maaltijden en dergelijke ceremonies plaatsgevonden hebben zoals de bankethallen in Epidauros en Troezen ten tijde van het Romeinse rijk. Daarom is het ook zeer aannemelijk dat er een keuken gevestigd was in het nabijgelegen ondergrondse gangenstelsel, aangezien deze ruimte verlucht was.
Het theater had in vergelijking met de overige gebouwen van de villa een relatief sobere architectuur en was conform de Romeinse regels voor een theater. De orchestra en de zittribune waren in de vorm van een halve cirkel en het had een maximale breedte van op z'n minst 50 meter, net zoals een gemiddeld, stedelijk Romeins theater. De podiummuur had eveneens de drie typische ingangen en werd ondersteund door de "porticus post scaenam" met twee verdiepingen. De zuilen van deze waren rijkelijk versierd met mozaïeken van wit marmer en graniet. De tribune was verdeeld door vier rechte wandelgangen en een half cirkelvormig wandelpad, en geornamenteerd met witte, marmeren tegels. De zitjes werden vermoedelijk eveneens bedekt met wit, Grieks marmer en boden plaats aan 1300 toeschouwers.
Bovenaan, tussen twee centrale wandelgangen van de tribune, rees er een cirkelvormig gebouwtje op met een diameter van 6 meter met een koepel. Het gebied er rond had geen zitplaatsen en was verfraaid met grijs marmer. Eerst werd verondersteld dat het een keizerlijk zitje was, maar hiervoor staat het wel heel ver van het podium verwijderd. Enerzijds zijn tempels zelden aan te treffen bovenin bij Romeinse theaters, anderzijds is het vreemd dat er zitjes moesten worden plaatsgemaakt voor een open ruimte en dat er trappen naartoe leiden.
Onder de gehele lengte van het podium treffen we drie gangen aan van verschillende afmetingen en op verschillende hoogten die met elkaar verbonden zijn en deel uitmaken van een reusachtig ondergronds netwerk. De middelste en de bovenste gang zijn toegankelijk vanaf het theater.
Als we het noordelijk theater zouden vergelijken met het zuidelijk veronderstellen we dat het noordelijk meer voor ontspanning diende en het zuidelijk voor ceremoniële doeleinden. Denk maar aan de ondergrondse gangen en het cirkelvormig gebouwtje. Het noordelijk theater was Grieks en had geen ondergrondse gangen of andere vreemde elementen. Het Grieks theater stond in tegenstelling tot het Romeins niet alleen, maar ingepland tussen een plein en een zaal.

### Ondergronds gangenstelsel
Zoals eerder vermeld is er een stelsel van ondergrondse gangen aanwezig. Pirro Ligorio (ca. 1513-1583) en Francesco Contini (16e eeuw), de eersten die de villa bestudeerd hadden, noemden het zelfs de Elyseïsche velden. Anderen beschouwden het als Hadrianus' onderwereld. Het is meer dan duidelijk dat dit zeer ongewoon is voor een villa. In zijn geheel is het een trapezium van 840 meter lang en verlicht door 70 gaten aan de bovenzijde. De passages zijn even hoog als breed: 5 meter. De vloer is bedekt met steengruis en heeft een greppeltje van 20 cm breed en 10 cm diep. In de oostelijke en westelijke gang zijn zelfs sporen gevonden van houtwerk. Het stelsel werd tot stand gebracht door 20 000 kubieke meter tufsteen uit te graven en weg te voeren langs de 70 openingen of oculi. In vergelijking met de andere Romeinse tunnels zijn deze veel breder en zwaarder om uit te graven.

## Latere geschiedenis

### Na Hadrianus' dood
Het is aannemelijk dat de keizers die Hadrianus opvolgden naar Tivoli (Tibur) bleven komen. In ieder geval zijn bustes van Antoninus Pius (138-161), Marcus Aurelius (161-180), Lucius Verus (161-169), Septimius Severus en Caracalla op het terrein gevonden. Zenobia, vorstin van Palmyra, die door keizer Aurelianus werd gevangengenomen, sleet hier zelfs haar laatste levensjaren. In 544 werd door Romeinen (Belisarius) en Goten (koning Totila) gevochten om Tivoli. De Villa zal wel niet ontsnapt zijn aan de behoefte aan kalk, waarvoor marmer als grondstof werd verbrand. Resten van kalkovens zijn in de Villa aangetroffen. Sommige beelden en onderdelen vonden hun weg naar bouwwerken in Tivoli. Daarna raakte de Villa in de vergetelheid en verviel hij tot een ruïneveld.
Tot in de 4e eeuw was de villa bekend bij de auteurs van de Historia Augusta. Dit fragment heeft betrekking op de villa en komt uit de biografie van Hadrianus:
Tiburtam Villam mire exaedificavit, ita ut in ea et provinciarum et locorum celeberrima nomina inscriberet, velut Lyceum, Academian, Prytaneum, Canopum, Poicilen, Tempe vocaret. Et, ut nihil praetermitteret, etiam inferos finxit
Hadrian fashioned the Tiburtine Villa marvelously, in such a way that he might inscribe there the names of provinces and places most famous and could call certain parts, for instance, the Lyceum, the Academy, the Prytaneum, Canopus, the Poecile, the [Vale of] tempe. Anti, in order la omit nothing. he even made an underworld.
Een andere verwijzing naar de villa is te vinden in de biografie van Zenobia, de koningin van Palmyra. Zenobia kwam naar Rome na haar verlies tegen keizer Aurelianus en verbleef vanaf 273 in Tivoli.:
non longe ab Hadriani palatio
Ook in de De Caesaribus van Aurelius Victor, geschreven rond 360, is het leven op de Villa niet genegeerd, ook al werd er amper een bladzijde aan Hadrianus gewijd.
Deinde, uti salet tranquillis rebus, remissior rus proprium Tibur secessit permissa urbe Lucio Aelio Caesari. 6 Ipse, uti beatis locupletibus mos, palatia exstruere, curare epulas signa tabulas pictas; postremo omnia satis anxie prospicere, quae luxus lasciviaeque essent.
Then, as was his custom during periods of tranquility, Hadrian withdrew rather too negligently into the country near Tibur, turning the city over to Lucius Aelius Caesar. Following the usual custom of men fortunate enough to be wealthy, the emperor built palaces there and devoted himself to banquets and to collecting statues and paintings; in the end, not without some misgivings, he provided there everything that was luxurious and lascivious.
(Zowel de Latijnse tekst als de Engelse vertaling ervan komen integraal uit MacDonald en Pinto Hadrian's Villa and lts Legacy.)
Door de jaren heen tot vandaag is het moeilijk om te zeggen of de villa een rol heeft gespeeld in de architectuur van islamitische en christelijke gebouwen en paleizen, wegens een gebrek aan uitgebreide studies. In Granada, Spanje, vertoont het Alhambra, een middeleeuws paleis en fort van de Moren, suggestieve gelijkenissen.
Dat islamitische gebouwen en woestijnresidenties Romeinse architectuurstijlen hebben is bovendien algemeen geweten, maar het is frappant dat hier een sterk gelijkend omsloten cirkelvormig gebouw staat van eveneens 42 meter doorsnede. Dit was een paleis van Karel V in 1527, dat later gebouwd werd in het Alhambra.
Zoals eerder vermeld zijn er nog tastbare bewijzen gevonden in het Byzantijnse Rijk, namelijk de Bronzen Poort van het paleiscomplex in Constantinopel. Het werd gebouwd onder keizer Anastasius I(491-518) en werd verwoest tijdens de gewelddadige Nikaoproer in 532. Later werd ze dan heropgebouwd door keizer Justinianus I (527-565) en meerdere keizers hebben verbouwingswerken laten uitvoeren. Andere bewijzen zijn er niet, omdat de meeste informatie is verloren gegaan en bronnen bol staan van foute gegevens en onvolledige bouwplannen.

### Renaissance
Al wat nog rest zijn vooral kunstwerken, landkaarten en schetsen van architecten die in de renaissance de site bestudeerden. Eufrosino della Volpaia heeft een duidelijke kaart van Tivoli gemaakt, waarop het landschap prachtig is weergegeven en zelfs een deel van de villa, intussen meer dan 1500 jaar oud.
Maar de echte herontdekking vond plaats rond het midden van de 16e eeuw, met de opgravingen verricht door de architect Pirro Ligorio, aan wie kardinaal Ippolito II d'Este de opdracht gaf tot de bouw van zijn villa (Villa d'Este) te Tivoli. (Veel marmer werd voor dit nieuwe bouwwerk geplunderd.)
In de renaissance was er immens veel interesse in de oudheid, wat een opflakkering betekende voor het aantal vermeldingen van de Villa Adriana. Een voorbeeld hiervan is de eerste postklassieke beschrijving door Paus Pius II (1458-1464), tevens de mecenas van de humanist Flavio Biondo (1392-1463). Samen reisden ze door Italië naar het klooster van Santa Caterina op de Monte Sant'Angelo, vanwaar men de uitgestrekte ruïnes bewonderden. Zo groeide hun fascinatie en gingen ze aan het werk.
Flavio was degene die de beschrijvingen van de villa uit de Historia Augusta koppelde aan het complex. De paus ging echter verder en schreef de allereerste observatie na de Historia Augusta. Uit zijn beschrijvingen kunnen we opmaken dat de zuilen van verscheidene galerijen en pleinen nog rechtop stonden, wat later niet meer het geval zou zijn wanneer de eerste golf van geïnteresseerde humanisten, die graag op schattenjacht gingen, achter de rug was.
Eveneens belangrijke documenten zijn de eerste schetsen met afmetingen van de architect Francisco di Giorgio Martini. Na hem kwamen tientallen andere architecten en humanisten die elk een aanzienlijke bijdrage geleverd hebben door hun accurate beschrijvingen van de ruïnes. Al in 1567 publiceerde Philibert Delorme (ca. 1510-1570) Le premier livre de l'architecture. Dit was het eerste boek dat geprinte afdrukken maakte om de villa te illustreren.
Een andere grote naam is de architect en oudheidkundige Pirro Ligorio. Hij gaf niet alleen als eerste een begrijpelijke beschrijving, hij was ook de eerste die van de hele site alle afmetingen van elk gebouw nam en er uitgebreide plannen mee maakte. Hij ondernam zelfs sporadisch tussen 1550 en 1568 opgravingen, die de eerste moderne archeologische opgravingen werden genoemd.
De kardinaal van Ferrara, Ippolito II d'Este, hoorde over Ligorio's reputatie en stelde hem aan als zijn persoonlijke archeoloog in 1549. Zo kwamen veel kunstwerken in de handen van de kardinaal terecht en werd er op lange termijn steeds meer marmer gewonnen uit de site. Zoals elke archeoloog uit die tijd begon hij optimistisch wat te graven waar hij dacht standbeelden te vinden. Er is zelfs een document gevonden over de betaling van pikhouwelen, spades en voorhamers voor de werkers. De kardinaal en Ligorio boden weerstand tegen al wie hun opgravingen konden hinderen. Zo werden twee eigenaars van wijngaarden door een leger in de cel geworpen en later verdreven van hun land. Vele manuscripten kwamen van zijn hand en werden pas in 1723 uitgegeven. Zijn Descrittione telde meer dan 10.000 woorden en waren gedetailleerder dan die van keizer Pius en alle andere onderzoekers tezamen. Hij werkte er aan van 1549 tot 1568, de datum van zijn overplaatsing van Rome naar Ferrara. Hij was een zeer goed observant en vermeldde af en toe dat het niet met nog meer woorden te omschrijven was, maar met extra tekeningen die hij hopelijk met Gods hulp zo waarheidsgetrouw mogelijk kon maken.

### De 17e eeuw
De belangrijkste onderzoeker in deze periode is ongetwijfeld Francesco Contini (1599-1669). Pas in 1668, meer dan twee eeuwen nadat Pius en Flavio een bezoekje aan de villa hadden gebracht, kwam er een duidelijker grondplan uit, uitvoerig met tekst beschreven. Deze tekst komt uit eerste hand van Ligorio, maar werd aangevuld en herwerkt door Francesco Contini.
Hij heeft zich duidelijk ook gebaseerd op eigen studie en exploratie van het terrein. Hij verbeterde her en der de observaties van Ligorio. Zo wees hij er op dat het Teatro Marittimo niet ovaal maar cirkelvormig was en bracht hij het bestaan van de Canopus aan het licht. In de inleiding van zijn werk zei hij dat het bijzonder moeilijk was om funderingen bloot te leggen door het puin en de wilde begroeiingen, ook was hij meermaals in gaten gevallen waardoor hij de ondergrondse gangen ontdekte.

### De 18e eeuw
Dit was de gouden eeuw voor antieke en artistieke studies over de villa. Er waren meer systematische opgravingen met betere resultaten dan in de tijd van Ligorio. Hoewel Parijs het artistieke centrum bleef van Europa, was Rome nog steeds een trekpleister voor klassieke kunsten. Toen was de lap grond niet meer van de kardinaal van Ferrara, maar van 52 landeigenaars. Ze lieten boeren de gronden bewerken en schapen graasden tussen de ruïnes.
In 1725 kocht graaf Giuseppe Fede de grond op van 18 landeigenaren. De ruïnes werden gescheiden van elkaar door hekken en heggen. Giuseppe zorgde voor het meest pittoreske zicht van de villa, nl. de cipressenlaan bij de 9 meter hoge muur langs het wandelpad.
Rond 1800 was het terrein nog steeds verdeeld in zeven stukken die op hun beurt verdeeld werden door pachtboeren. De beschrijvingen uit deze tijd worden gekenmerkt door de expliciete vernoeming van fauna en flora en dat de site zeer ontoegankelijk was door de verwilderde planten en afsluitingen. De informatie was daardoor ook eerder sequentieel. Ook kunstenaars hadden interesse in het landschap, waaronder verscheidene Nederlands schilders zoals: Pieter van Laer, Cornelis van Polenburch en Philippe Peter Roos.
De gerenommeerde graficus Piranesi maakte vele gedetailleerde etsen en kunstwerken van de villa. Hij was bezig aan een gigantisch werk. Het moest het hoogtepunt worden van zijn jarenlange studie van de Romeinse architectuur, maar in 1778 stierf hij alvorens het uit te kunnen brengen. Grote delen van het werk zijn verloren gegaan en ook wanneer zijn zoon Francesco in 1781 een uitgebreid plan van de site publiceerde kreeg het maar weinig aandacht. De Pianta delle fabriche esistenti nella Villa Adriana zou volgens de toenmalige experts overladen geweest zijn met fantasieën, toch toonde studies later aan dat zijn vader Giovanni Battista Piranesi toch de maker was. De etsen waren indrukwekkend, 6-delig en bevestigd op een grote marmeren plaat met metalen klemmen. Hoewel het overwegend topografisch lijkt, is de architectuur niet verwaarloosd.
In de renaissance was het beeld van een klassieke villa meer gebaseerd op de literatuur dan op de fysische vorm ervan. De rijken gaven architecten de opdracht om dezelfde landelijke sfeer te scheppen zoals te lezen was in de werken van Cicero, Horatius en Plinius. Dit is de reden waarom de villa zo'n grote indruk heeft gemaakt op de mensen omdat er altijd overleveringen zijn geweest, ontsprongen uit passages van de ""Historia Augusta"". In deze passages worden de delen van het complex helemaal niet beschreven, wat de mensen er enkel toe aanzette om zich alles te verbeelden en zich te wanen in de klassieke oudheid. Dit werd nog meer aangewakkerd door de gezellige taferelen in tekeningen en schilderijen van de kunstenaars.
De villa, zoals omschreven werd in de Historia Augusta, zette de Engelse landelijke aristocratie ertoe aan om uitgestrekte tuinen aan te leggen met monumenten, genoemd naar beroemde plaatsen. Het mooiste voorbeeld zijn de Stowe Landscape Gardens in Buckinghamshire. Op een oppervlakte van 162 hectare, een derde groter dan Hadrianus' tuin, is er een verscheidenheid aan tempels en poëtische taferelen te bewonderen. De tuin is bijzonder complex en vele tempels kregen klassieke benamingen.

### Vanaf de 19e eeuw
In de 19e eeuw pakte men het veel wetenschappelijker aan en was de landelijke en romantische sfeer naar de achtergrond verdreven. In de jaren 1870, wanneer Italië net onafhankelijk geworden was, kocht de overheid de helft van het landgoed op. Sindsdien is het merendeel weer verenigd, al is er vandaag nog grondgebied in privébezit.
Het archeologisch onderzoek in Italië kreeg een nieuwe impuls, mede door de vooruitgang in Pompeï dankzij Giuseppe Fiorelli en het vrijgeven van het gebied door de overheid. Voor architecten was het een openbaring om op onderzoek te gaan in plaats van technische tekeningen van een ander te onderzoeken.
Een nieuwe prominente onderzoeker, Nibby, kwam ten tonele vanaf de jaren 1820. Hij was professor in de archeologie aan de universiteit van Rome. Nieuwe methodologische onderzoeken werden uitgevoerd, waarvan de resultaten in 1837 verschenen in de Analisi storicotopografico-atiquaria della carta dei dintorni di Roma. Hij was nauwgezet in zijn beschrijvingen en bedachtzaam in de nomenclatuur, hij wees zelfs uitvoerig de lezer er op dat men beter "Natatorio" kon gebruiken voor "Teatro Marittimo". Nibby maakte ook vergelijkingen tussen de graftomben bij de Via Tiburtina en de oude ingang van de villa, en tussen een tholos van de villa en Hadrianus' mausoleum in Rome. Hij moest zeer bekwaam geweest zijn, want hij leidde de opgravingswerken van het Forum Romanum tussen 1827 en 1832.
De meest ambitieuze en begrijpelijke studie over de villa in het begin van de 19e eeuw is niet van Nibby, maar van Agostino Penna. Zijn Viaggio pittorico bestond uit vier delen, waarvan de eerste twee delen 137 afbeeldingen bevatte van hoe de site er toen uitzag. Bij het werk zat er ook een opgevouwen kaart, afgeleid van de verdiensten van Piranesi. Dit werk gaf de lezer een ander beeld dan de leerlingen van Nibby later zouden gegeven hebben, want er werd iets meer aandacht geschonken aan de visuele zaken die later verloren zouden gegaan zijn of waar men zou overgekeken hebben. De manier van zijn uiteenzetting was hem nooit eerder voorgedaan. Hij zorgde telkens voor een blad tekst per afbeelding en wandelde hand in hand met de lezer doorheen de site. Niets werd over het hoofd gezien en alweer was het nieuwe werk iets beter dan de voorgaande werken van andere auteurs. De overige twee delen moesten ook niet onderdoen voor de twee andere. Hij was de eerste die op papier de wijdverspreide sculpturen, mozaïeken, schilderijen en andere ornamenten beschreven had. Hij omschreef ze volgens datum van de vondst en besteedde evenveel aandacht voor de Griekse sculpturen, Romeinse standbeelden als de Egyptische kunst.
Pas in 1895 werd hij overtroefd door de Duitser Hermann Winnefeld. In 1904 kwam Pierre Gusman op de proppen met een nog dikker boek vol foto's en tekeningen gebaseerd op foto's, die goed van pas kwamen bij de studie van de site tijdens WO I. De werken van Winnefeld en Gusman zijn complementair, want Gusman was meer de kunsthistoricus en Winnefeld was de archeoloog.
Vanaf de jaren 1900 kwam de villa meer in de schijnwerpers te staan en moest elke gecultiveerde toerist er weleens een bezoekje aan gebracht hebben. Internationale onderzoekers deden mee en al snel volgde het ene boek het andere op.

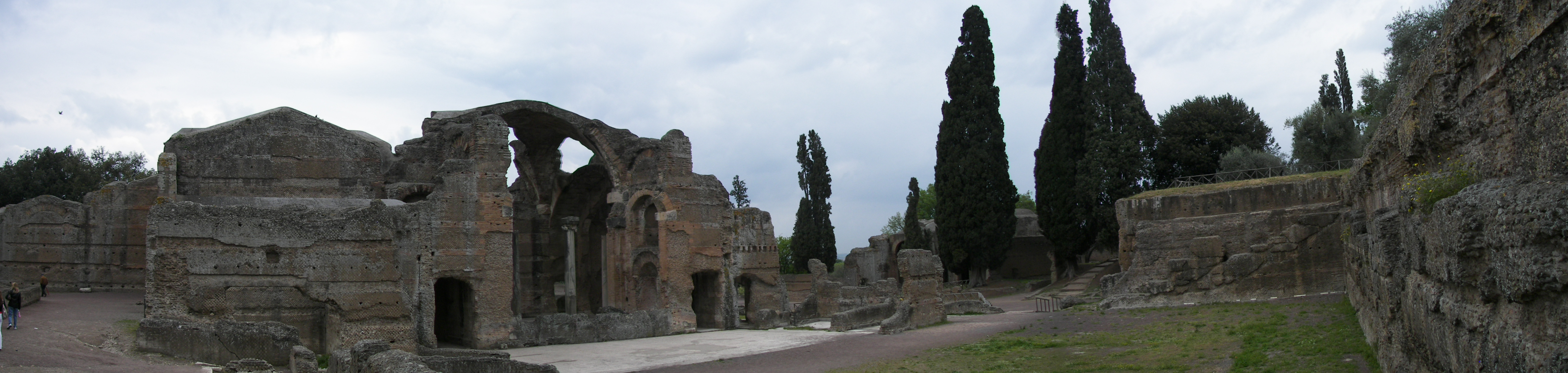
De Grote Thermen (Baden, klik voor groter beeld)

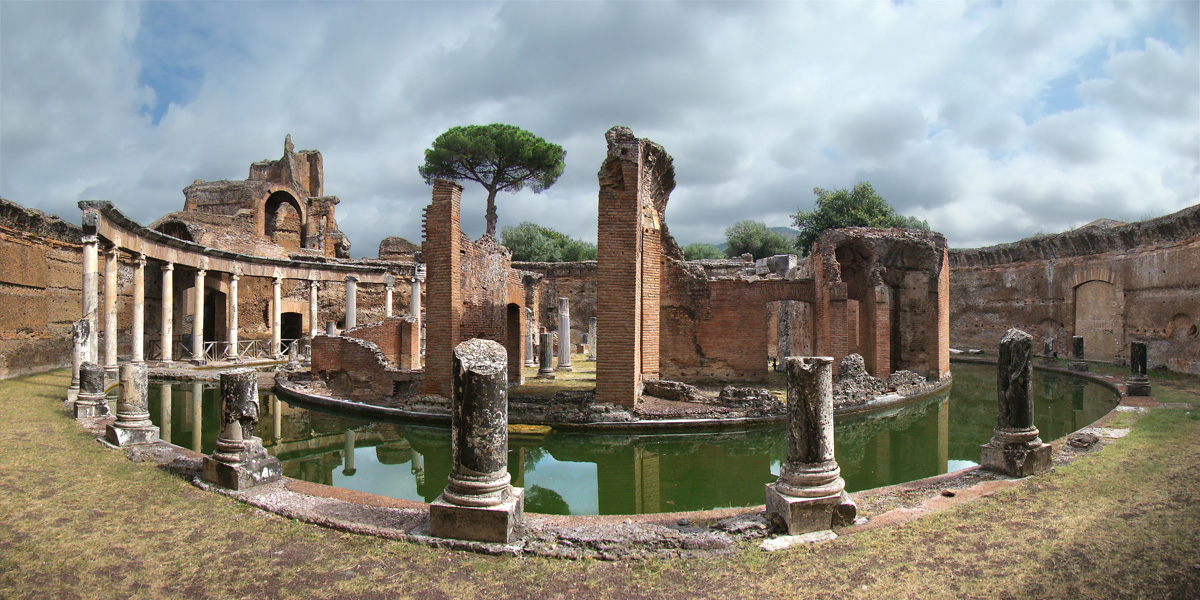
Zeetheater (Teatro maritimo). Opname met groothoeklens.

## Opgegraven kunstwerken
Honderden kunstschatten vonden hun weg naar particuliere verzamelingen en musea onder meer in Rome, Londen, Berlijn, Dresden, Stockholm en Sint-Petersburg. Giovanni Battista Piranesi wijdde honderden tekeningen, etsen en gravures aan de Villa in zijn boek Pianta delle fabbriche esistente nella Villa Adriana, postuum gepubliceerd in 1781. Hij maakte ook een uiterst gedetailleerde plattegrond.
Hadrianus' fascinatie voor Egypte wordt niet alleen in zijn verzameling planten en dieren aangetoond, ook verscheidene fonteinen met Egyptische taferelen zijn er gevonden. In totaal had hij op z'n minst 30 Egyptische beelden. Dit was in die periode niet ongewoon, aangezien Egyptische sculpturen, obelisken, godenbeelden en kleinere objecten al ingeburgerd waren vanaf het einde van de 1e eeuw voor Christus.
Hadrianus had heel zijn leven gereisd en zo de wereld gezien. Hij heeft veel kennis vergaard over andere culturen, wat afstraalt op zijn collectie. Dit is de reden waarom er zo'n grote verscheidenheid aan onderwerpen te vinden zijn. Er was veel pracht en praal en hij deed ook aan zelfverheerlijking, maar hij wilde hoogstwaarschijnlijk ook een wereld scheppen zoals hij het door zijn ogen had gezien.

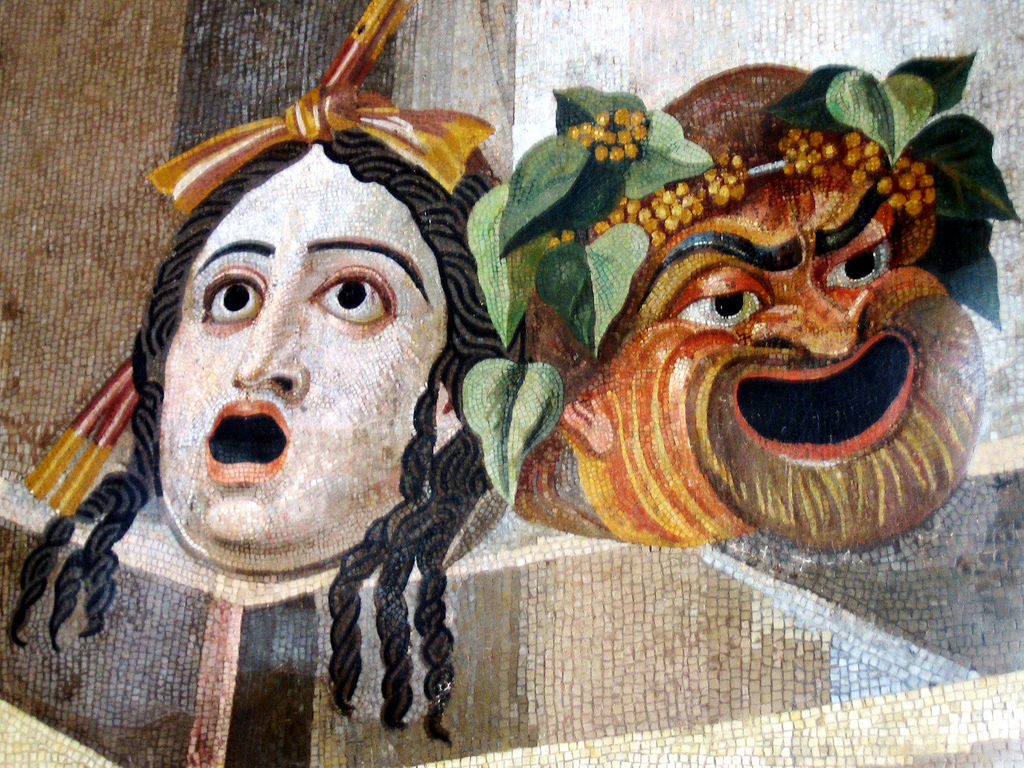
Toneelmaskers van Tragedie en Comedie in verfijnd mozaïek, uit de Villa (Capitolijns Museum, Rome)

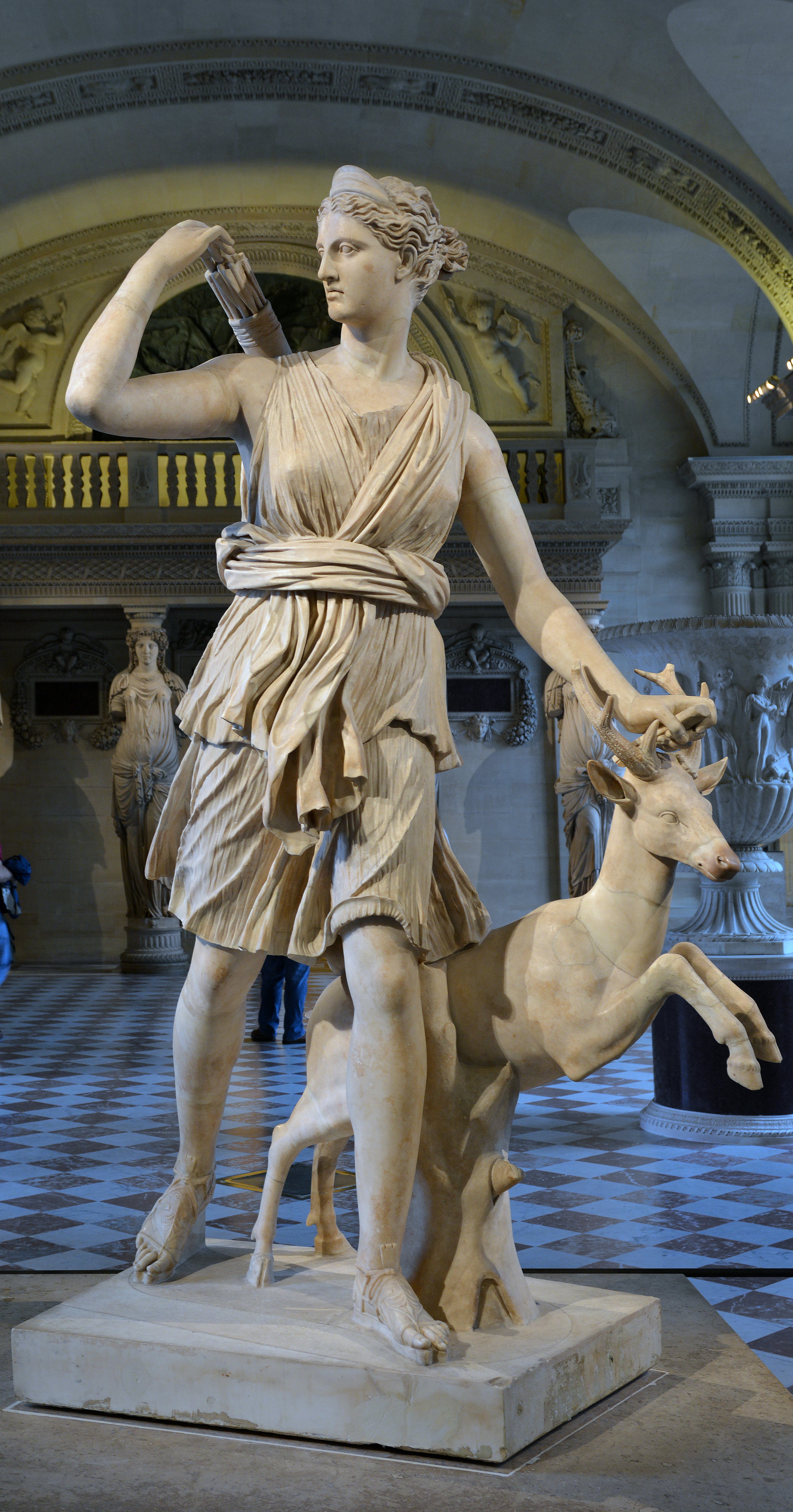
De Diana van Versailles in het Louvre in de Galerie des Caryatides die voor dit beeld ontworpen werd.

Vele schitterende kunstwerken zijn opgegraven in de Villa, zoals de marmeren standbeelden van Antinous, Hadrianus' vergoddelijkte vriend, en mozaïeken uit het theater en de baden. Er werden vele kopieën van Griekse standbeelden (zoals de Gewonde Amazone) aangetroffen en zelfs versies van Romeinse goden in Egyptische stijl en omgekeerd. De meeste zijn naar Rome gebracht ter restauratie en zijn te zien in de Musei Capitolini of de Musei Vaticani. Maar vele kunstwerken werden in de 18e eeuw opgegraven door handelaars als Piranesi en Gavin Hamilton om te verkopen aan grand touristen en oudheidkundigen als Charles Towneley, en bevinden zich in collecties elders in Europa en Noord-Amerika.
Enkele vondsten:
- Discobolus
- Drinkbak voor duiven, mozaïek, kopie van een beroemd Hellenistisch mozaïek, Capitolijns Museum
- Diana van Versailles, Louvre
- Gehurkte Venus
- Capitolijnse Antinoüs
- Jonge Centaur en Oude Centaur (Furietti-centauren, Capitolijns Museum)
- Osiris Canope, Koninklijke Verzamelingen, Den Haag

## Opgravingen
De Italiaanse archeoloog Zaccaria Maria ontdekte bij de Canopusvijver de oorspronkelijke toegang van het complex en een tempel voor Antinoüs, het Antinoeion, een tempel gewijd aan Antinoüs en Osiris. Verscheidene beelden kwamen aan het licht. De Barberiniobelisk, ter nagedachtenis aan Antinoüs zou in het Antineion gestaan hebben.

## (Inter)nationaal monument
Eind vorige eeuw is geïnvesteerd in betere bescherming van het terrein – het is niet meer toegestaan overal te lopen. Ook is verlichting aangebracht zodat het terrein 's nachts voor bijeenkomsten gebruikt kan worden. In 1998 werd de Villa op de werelderfgoedlijst van UNESCO gezet.

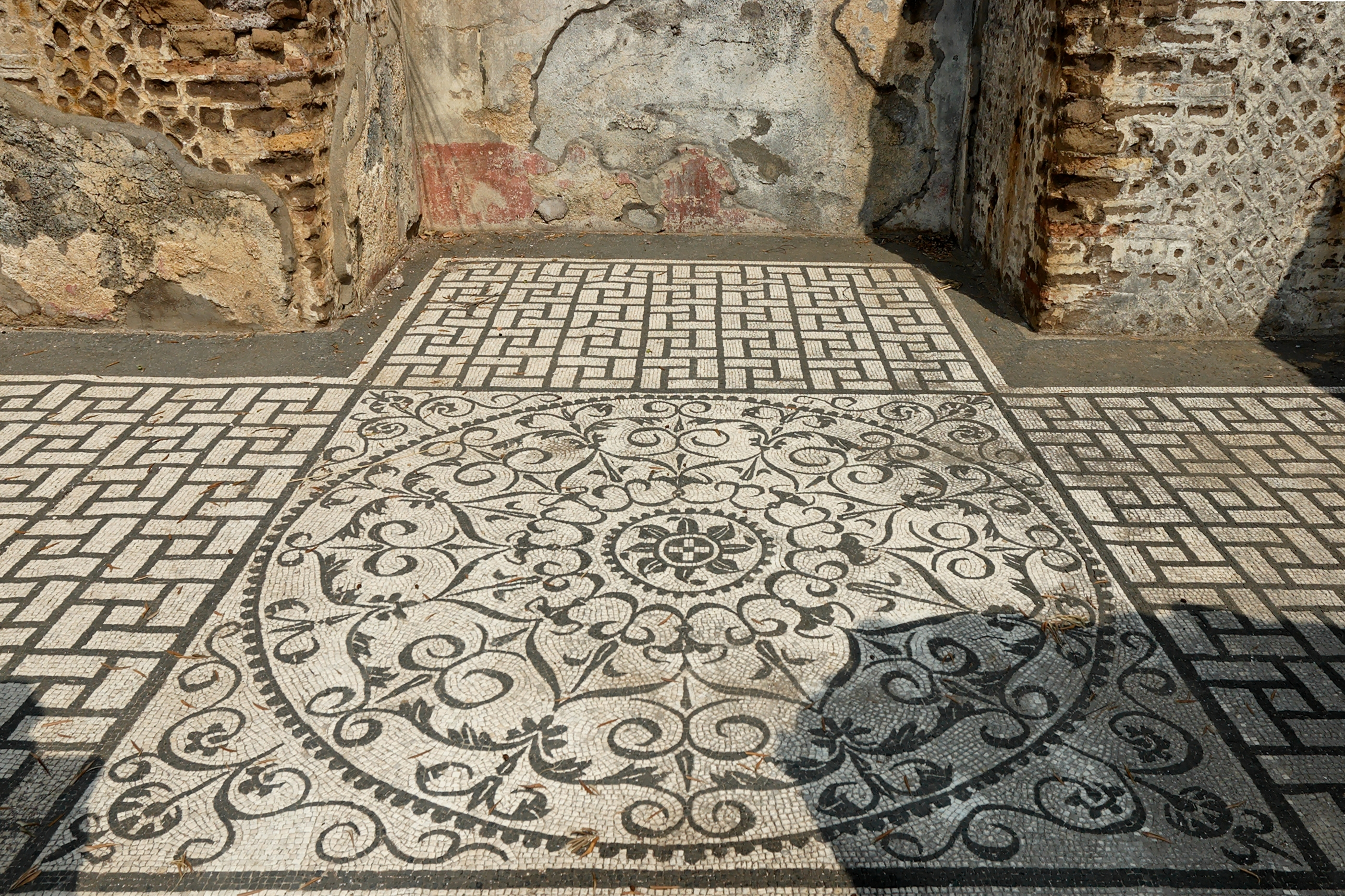
Mozaïeken

## Inspiratiebron voor architecten
Het is aannemelijk, dat de Villa model stond voor het Romeinse villacomplex Villa Romana del Casale van Piazza Armerina. Dit complex diende mogelijk weer als voorbeeld voor het 11e-eeuwse Alhambra. Behalve door Raphael en Borromini werd de Villa ook bestudeerd door onder meer Le Corbusier – en mogelijk Frank Lloyd Wright – in de 20e eeuw.

## Filmlocatie
Villa Adriana is gebruikt als filmlocatie voor onder meer de 2006 film The Fall (film) en de finale van de miniserie Angels in America.